# Список глав правительства Ямайки
Список глав правительства Ямайки включает в себя руководителей правительства Ямайки со времени создания в стране в 1953 году кабинета, ответственного перед парламентом. В настоящее время правительство возглавляет премье́р-мини́стр Яма́йки (англ. Prime Minister of Jamaica), чьё положение в системе государственной власти определяет конституция, вступившая в полную силу 23 июля 1962 года по королевскому указу-в-Совете об Ямайке (англ. The Jamaica Order in Council 1962), с последующими изменениями.
Глава правительства является лидером партии, имеющей большинство в Палате представителей (англ. House of Representatives) двухпалатного парламента. Палата состоит из 63 депутатов, избираемых на срок 5 лет прямыми выборами по одномандатным округам; этим электоральным периодом определяется срок полномочий правительства, ограничений для повторного формирования кабинета при сохранении парламентского большинства не установлено.
Применённая в первом столбце таблиц нумерация является условной. Также условным является использование в первых столбцах цветовой заливки, служащей для упрощения восприятия принадлежности лиц к различным политическим силам без необходимости обращения к столбцу, отражающему партийную принадлежность. В столбце «Выборы» отражены состоявшиеся выборные процедуры сформировавшие состав парламента, поддерживающий главу правительства.

## Главные министры (колония, 1953—1959)
Гла́вный мини́стр Яма́йки (англ. Chief Minister of Jamaica) — в колонии Великобритании Ямайка (с 5 января 1958 года входившей в состав Федерации Вест-Индии) — глава правительства, которому принадлежала исполнительная власть, значительно ограниченная полномочиями лондонского правительства Её Величества, следующими из конституционного обычая.
С этого времени в стране сложилась существующая поныне устойчивая двухпартийная система, когда Лейбористская партия Ямайки и Народная национальная партия получают парламентское большинство и право формирования кабинета чередуясь каждые несколько электоральных циклов, имея возможность реализовывать положения своих политических программ.
|        | Портрет | Имя (годы жизни)                                                                            | Полномочия     | Полномочия     | Партия                       | Выборы | Пр.                        |
| Начало | Портрет | Имя (годы жизни)                                                                            | Окончание      |                | Партия                       | Выборы | Пр.                        |
| ------ | ------- | ------------------------------------------------------------------------------------------- | -------------- | -------------- | ---------------------------- | ------ | -------------------------- |
| 1 (I)  |         | Сэр Уильям Александр Кларк Бустаманте (1884—1977) англ. William Alexander Clarke Bustamante | 5 мая 1953     | 2 февраля 1955 | Лейбористская партия Ямайки  | 1949   | [ 5 ] [ 6 ] [ 7 ] [ 8 ]    |
| 2 (I)  |         | Норман Вашингтон Мэнли (1893—1969) англ. Norman Washington Manley                           | 2 февраля 1955 | 4 июля 1959    | Народная национальная партия | 1955   | [ 9 ] [ 10 ] [ 11 ] [ 12 ] |

## Премьер (самоуправляемая колония, 1959—1962)

Флаг (с 13 июля по 6 августа 1962 г.)

Премье́р Яма́йки (англ. Premier of Jamaica) — в самоуправляемой колонии Великобритании Ямайка (до 31 мая 1962 года входившей в состав Федерации Вест-Индии) — глава правительства, которому принадлежала ограниченная исполнительная власть во внутренних вопросах (налагаемые на полномочия кабинета ограничения касались общественной безопасности, государственного преследования и вопросов, затрагивающих сотрудников гражданской службы, остающихся в ведении британского министерства по делам колоний). Премьером становился лидер партии, получившей большинство в Палате представителей парламента.
Результат проведённого 19 сентября 1961 года в Ямайке референдума о членстве в Федерации Вест-Индии, на котором большинство высказалось против участия в федерации, привёл к её роспуску 31 мая 1962 года и обретению Ямайкой полной независимости (первой из англоязычных стран Вест-Индии). Акт о независимости Ямайки в виде билля был внесён в Палату общин Великобритании 22 мая 1962 года, одобрен ею  29 июня, Палатой лордов — 16 июля, и получил Королевскую санкцию Елизаветы II 19 июля 1962 года.
|        | Портрет | Имя (годы жизни)                                                                            | Полномочия     | Полномочия     | Партия                       | Выборы | Пр.                        |
| Начало | Портрет | Имя (годы жизни)                                                                            | Окончание      |                | Партия                       | Выборы | Пр.                        |
| ------ | ------- | ------------------------------------------------------------------------------------------- | -------------- | -------------- | ---------------------------- | ------ | -------------------------- |
| 2 (II) |         | Норман Вашингтон Мэнли (1893—1969) англ. Norman Washington Manley                           | 4 июля 1959    | 29 апреля 1962 | Народная национальная партия | 1959   | [ 9 ] [ 10 ] [ 11 ] [ 12 ] |
| 1 (II) |         | Сэр Уильям Александр Кларк Бустаманте (1884—1977) англ. William Alexander Clarke Bustamante | 29 апреля 1962 | 6 августа 1962 | Лейбористская партия Ямайки  | 1962   | [ 5 ] [ 6 ] [ 7 ] [ 8 ]    |

## Премьер-министры (с 1962)

Флаг (с 6 августа 1962 г.)

Премье́р-мини́стр Яма́йки (англ. Prime Minister of Jamaica) является главой правительства после обретения Ямайкой независимости, провозглашённой 6 августа 1962 года, когда она стала одним из королевств Содружества. В структуре монархии Ямайки премьер-министр обладает исполнительными полномочиями власти монарха, который по всем вопросам гренадского государства советуется исключительно с министрами правительства Ямайки. Представляющий монарха генерал-губернатор назначается по совету премьер-министра; назначение премьер-министром лица, имеющего наилучшие шансы получить парламентскую поддержку, является прерогативой самого генерал-губернатора, а не представляемого им монарха. Титул первой правящей королевы Ямайки Елизаветы II Елизавета Вторая, Милостью Божьей, Королева Ямайки и других её королевств и территорий, Глава Содружества (англ. Elizabeth the Second, by the Grace of God of Jamaica and of Her other Realms and Territories Queen, Head of the Commonwealth) использовался, как правило, когда к ней обращались как к таковой, если монарх находится в Ямайке или выполняет обязанности от имени Ямайки за её границами (после вступления на престол Карла III неименная основа титула была сохранена).
|             | Портрет | Имя (годы жизни)                                                                            | Полномочия       | Полномочия       | Партия                       | Выборы                      | Пр.                         |
| Начало      | Портрет | Имя (годы жизни)                                                                            | Окончание        |                  | Партия                       | Выборы                      | Пр.                         |
| ----------- | ------- | ------------------------------------------------------------------------------------------- | ---------------- | ---------------- | ---------------------------- | --------------------------- | --------------------------- |
| 1 (II)      |         | Сэр Уильям Александр Кларк Бустаманте (1884—1977) англ. William Alexander Clarke Bustamante | 6 августа 1962   | 23 февраля 1967  | Лейбористская партия Ямайки  | (1962)                      | [ 5 ] [ 6 ] [ 7 ] [ 8 ]     |
| 3           |         | Сэр Дональд Бернс Сангстер (1911—1967) англ. Donald Burns Sangster                          | 23 февраля 1967  | 11 апреля 1967   | Лейбористская партия Ямайки  | 1967                        | [ 16 ] [ 17 ] [ 18 ] [ 19 ] |
| 4           |         | Хью Лоусон Ширер (1923—2004) англ. Hugh Lawson Shearer                                      | 11 апреля 1967   | 2 марта 1972     | Лейбористская партия Ямайки  | 1967                        | [ 20 ] [ 21 ] [ 22 ] [ 23 ] |
| 5 (I—II)    |         | Майкл Норман Мэнли (1924—1997) англ. Michael Norman Manley                                  | 2 марта 1972     | 1 ноября 1980    | Народная национальная партия | 1972                        | [ 24 ] [ 25 ] [ 26 ] [ 27 ] |
| 5 (I—II)    | 1976    | Майкл Норман Мэнли (1924—1997) англ. Michael Norman Manley                                  | 2 марта 1972     | 1 ноября 1980    | Народная национальная партия |                             | [ 24 ] [ 25 ] [ 26 ] [ 27 ] |
| 6 (I—II)    |         | Эдвард Филип Джордж Сиага (1930—2019) англ. Edward Philip George Seaga                      | 1 ноября 1980    | 10 февраля 1989  | Лейбористская партия Ямайки  | 1980                        | [ 28 ] [ 29 ] [ 30 ] [ 31 ] |
| 6 (I—II)    | 1983    | Эдвард Филип Джордж Сиага (1930—2019) англ. Edward Philip George Seaga                      | 1 ноября 1980    | 10 февраля 1989  | Лейбористская партия Ямайки  |                             | [ 28 ] [ 29 ] [ 30 ] [ 31 ] |
| 5 (III)     |         | Майкл Норман Мэнли (1924—1997) (англ. Michael Norman Manley                                 | 10 февраля 1989  | 30 марта 1992    | Народная национальная партия | 1989                        | [ 24 ] [ 25 ] [ 26 ] [ 27 ] |
| 7 (I—III)   |         | Персиваль Ноэль Джеймс Паттерсон (1935—) англ. Percival Noel James Patterson                | 30 марта 1992    | 30 марта 2006    | Народная национальная партия | 1993                        | [ 32 ] [ 33 ] [ 34 ] [ 35 ] |
| 7 (I—III)   | 1997    | Персиваль Ноэль Джеймс Паттерсон (1935—) англ. Percival Noel James Patterson                | 30 марта 1992    | 30 марта 2006    | Народная национальная партия |                             | [ 32 ] [ 33 ] [ 34 ] [ 35 ] |
| 7 (I—III)   | 2002    | Персиваль Ноэль Джеймс Паттерсон (1935—) англ. Percival Noel James Patterson                | 30 марта 1992    | 30 марта 2006    | Народная национальная партия |                             | [ 32 ] [ 33 ] [ 34 ] [ 35 ] |
| 8 (I)       |         | Лукреция Поршия Симпсон-Миллер (1945—) англ. Portia Lucretia Simpson-Miller                 | 30 марта 2006    | 11 сентября 2007 | Народная национальная партия | [ 36 ] [ 37 ] [ 38 ] [ 39 ] |                             |
| 9           |         | Оретт Брюс Голдинг (1947—) англ. Orette Bruce Golding                                       | 11 сентября 2007 | 23 октября 2011  | Лейбористская партия Ямайки  | 2007                        | [ 40 ] [ 41 ] [ 42 ] [ 43 ] |
| 10 (I)      |         | Эндрю Майкл Холнесс (1972—) англ. Andrew Michael Holness                                    | 23 октября 2011  | 5 января 2012    | Лейбористская партия Ямайки  | 2007                        | [ 44 ] [ 45 ] [ 46 ] [ 47 ] |
| 8 (II)      |         | Лукреция Поршия Симпсон-Миллер (1945—) англ. Portia Lucretia Simpson-Miller                 | 5 января 2012    | 3 марта 2016     | Народная национальная партия | 2011                        | [ 36 ] [ 37 ] [ 38 ] [ 39 ] |
| 10 (II—III) |         | Эндрю Майкл Холнесс (1972—) англ. Andrew Michael Holness                                    | 3 марта 2016     | действующий      | Лейбористская партия Ямайки  | 2016                        | [ 44 ] [ 45 ] [ 46 ] [ 47 ] |
| 10 (II—III) | 2020    | Эндрю Майкл Холнесс (1972—) англ. Andrew Michael Holness                                    | 3 марта 2016     | действующий      | Лейбористская партия Ямайки  |                             | [ 44 ] [ 45 ] [ 46 ] [ 47 ] |